# Cesar
Cesar je departement v Kolumbii. Leží na severovýchodě země při hranicích s Venezuelou. Departement byl vytvořen v roce 1967 a sousedení s regiony La Guajira y Magdalena, Bolívar, Santander a Norte de Santander. Ze severu sem zasahuje pohoří Sierra Nevada de Santa Marta, ze západu Serranía del Perijá, nejvýznamnějšími řekami jsou Magdalena a její pravobřežní přítok Cesar.
Před osídlením Španěly zde sídlily indiánské kmeny. Prvním dobyvatelem byl Pedro de Badillo v roce 1529 a v roce 1631 Němec Ambrosio Alfinger. Klima je zde teplé. Hlavním městem departementu je Valledupar.